# Revetiș
Revetiș – wieś w Rumunii, w okręgu Arad, w gminie Dieci. W 2011 roku liczyła 309 mieszkańców. 